# Rivula vicarialis
Rivula vicarialis is een vlinder uit de familie spinneruilen (Erebidae). De wetenschappelijke naam is voor het eerst geldig gepubliceerd in 1866 door Walker.
De soort komt voor in tropisch Afrika.